# Eşkinkaya, Aziziye
Eşkinkaya là một xã thuộc huyện Aziziye, tỉnh Erzurum, Thổ Nhĩ Kỳ. Dân số thời điểm năm 2011 là 49 người.